# مقاطعة تشيذام (تينيسي)
مقاطعة تشيذام (بالإنجليزية: Cheatham County, Tennessee)‏ هي إحدى مقاطعات ولاية تينيسي في الولايات المتحدة. ، وتبلغ مساحتها 795 كم2، بلغ عدد سكانها 39105 نسمة في عام 2010 حسب إحصاء مكتب تعداد الولايات المتحدة وتصل الكثافة السكانية فيها 46 نسمة/كم2.

## وصلات خارجية
- www.cheathamcountytn.gov